# Storm (livro)
Storm é um livro de George Rippey Stewart publicado em 1941 e viria se tornar um best-seller. O livro influênciou a cultura popular a atribuir nomes a ciclones tropicais (furacões, tufões, etc.) em todo o mundo, mesmo sendo a tempestade mencionada no livro um ciclone extratropical.
O livro conta a história de um jovem meteorologista que acompanha um ciclone extratropical (tempestade, no livro) que formou-se aos arredores do Japão e dias depois atingiu a Califórnia, Estados Unidos, trazendo severas nevascas para a Sierra Nevada. O livro é dividido em 20 capítulos, um para cada dia de existência da tempestade. O jovem meteorologista atribuiu à tempestade o nome de Maria.